# Glomera pseudomonanthos
Glomera pseudomonanthos är en orkidéart som beskrevs av Paul Ormerod. Glomera pseudomonanthos ingår i släktet Glomera och familjen orkidéer. Inga underarter finns listade i Catalogue of Life.